# Vitudden
Vitudden är en udde på Norrlandet alldeles utanför Västervik i Kalmar län. På udden ligger kanotvarv, sommarvillor och Västerviks församlings sommarhem.